# Frecuencia de Coriolis
La frecuencia de Coriolis ƒ, también llamada parámetro de Coriolis o coeficiente de Coriolis, es igual al doble de la velocidad de rotación Ω de la Tierra multiplicada por el  seno de la latitud.
{\displaystyle f=2\Omega \sin \varphi .\,}
La rotación de la Tierra (Ω = 7.27 x 10 -5 rad/s) se puede calcular como 2π / T radianes por segundo, donde T es el periodo de rotación de la Tierra que es un Día sidéreo (23 h 56 min 4.1 s). En las latitudes medias, el valor típico de {\displaystyle f} es de unos 10−4 rad/s.  Las oscilaciones inerciales en la superficie de la tierra tienen esta frecuencia.  Estas  oscilaciones son el resultado del efecto Coriolis.

## Explicación
Consideremos un cuerpo (por ejemplo un volumen fijo de atmósfera) que se mueve a lo largo de una determinada latitud {\displaystyle \varphi } con una velocidad {\displaystyle v}en el marco de referencia de rotación de la tierra. En el marco de referencia local del cuerpo, la dirección vertical es paralela al vector radial que apunta desde el centro de la tierra hasta la ubicación del cuerpo y la dirección horizontal es perpendicular a esta dirección vertical y en la dirección meridional. La fuerza de Coriolis (proporcional a {\displaystyle 2\,{\boldsymbol {\Omega \times v}}}), sin embargo, es perpendicular al plano que contiene tanto el vector de velocidad angular de la tierra {\displaystyle {\boldsymbol {\Omega }}} (donde {\displaystyle |{\boldsymbol {\Omega }}|=\Omega }) como la propia velocidad del cuerpo en el sistema de referencia en rotación {\displaystyle v}. Así, la fuerza de Coriolis siempre forma un ángulo {\displaystyle \varphi } con la dirección vertical local. La dirección horizontal local de la fuerza de Coriolis es, por tanto, {\displaystyle \Omega \operatorname {sen} \varphi }. Esta fuerza actúa para mover el cuerpo a lo largo de las longitudes o en las direcciones meridionales.

## Equilibrio
Supongamos que el cuerpo se mueve con una velocidad {\displaystyle v} tal que las fuerzas centrípeta y de Coriolis (debida a {\displaystyle {\boldsymbol {\Omega }}}) sobre él están equilibradas. Entonces se tiene:
{\displaystyle v^{2}/r=2(\Omega \sin \varphi )v}
donde {\displaystyle r} es el radio de curvatura de la trayectoria del objeto (definido por {\displaystyle v}). Sustituyendo {\displaystyle v=r\omega }, donde {\displaystyle \omega } es la magnitud de la velocidad de giro de la Tierra, se obtiene:
{\displaystyle f=\omega =2\Omega \sin \varphi .}
Así, el parámetro de Coriolis, {\displaystyle f}, es la velocidad angular o frecuencia necesaria para mantener un cuerpo en un círculo de latitud o región zonal fija. Si el parámetro de Coriolis es grande, el efecto de la rotación de la tierra sobre el cuerpo es significativo ya que necesitará una mayor frecuencia angular para mantenerse en equilibrio con las fuerzas de Coriolis. Alternativamente, si el parámetro de Coriolis es pequeño, el efecto de la rotación de la tierra es pequeño ya que sólo una pequeña fracción de la fuerza centrípeta sobre el cuerpo es cancelada por la fuerza de Coriolis. Por lo tanto, la magnitud de {\displaystyle f} afecta fuertemente a la dinámica relevante que contribuye al movimiento del cuerpo. Estas consideraciones se recogen en el número de Rossby adimensional.

## Parámetro de Rossby
En los cálculos de estabilidad, la tasa de cambio de {\displaystyle f} a lo largo de la dirección meridional se vuelve significativa. Esto se llama el parámetro de Rossby y se suele denotar de la siguiente manera:
{\displaystyle \beta ={\frac {\partial f}{\partial y}}}
donde {\displaystyle y} es la en la dirección local del meridiano creciente. Este parámetro adquiere importancia, por ejemplo, en los cálculos relacionados con las  ondas de Rossby.